# Dosquebradas
Dosquebradas är en kommun och stad i västra Colombia och är den näst största staden i departementet Risaralda. Staden ingår i Pereiras storstadsområde och hade 176 146 invånare år 2008, med totalt 185 209 invånare i hela kommunen på en yta av 71 km².